# کیتار
کیتار (به انگلیسی: Keytar) نوعی ساز  کیبورد کم وزن است که با ظاهر گیتار ادغام شده و به همین دلیل نام آن کیتار ترکیبی از ابتدای کیبورد و انتهای گیتار است. این ساز دارای یک دستهٔ متصل برای حفظ توازن و بندی برای آویزان شدن از شانه‌های نوازنده است. دست راست نوازنده قسمت اصلی کلاویه را می‌نوازد و دست چپ تنها وظیفهٔ نگهداری دستهٔ متصل و حرکت دادن ساز و همچنین  کنترل کلیدها و تعویض صداها و پیچ ویبراسیون را به عهده دارد. صدای این ساز می‌تواند به وسیلهٔ مدارهای الکترونیکی(صداهای on-board)  خودش یا از طریق رابط Midi به وسیلهٔ سایر دستگاه‌های الکترونیک موسیقی تولید شود و برای شنیدن صدای آن حتماً باید به یک آمپلی فایر یا تقویت کنندهٔ صوتی متصل باشد. این ساز در دههٔ ۹۰ میلادی به واسطهٔ جذابیت دیداری در ویدیو کلیپ‌ها و اجراهای زندهٔ کنسرت‌های پاپ شناخته و معرفی شد.